# اورتاکوی (آماسیه)
اورتاکوی (به ترکی استانبولی: Ortaköy) یک منطقهٔ مسکونی در ترکیه است که در آماسیه واقع شده‌است.